# Безумный день (фестиваль)

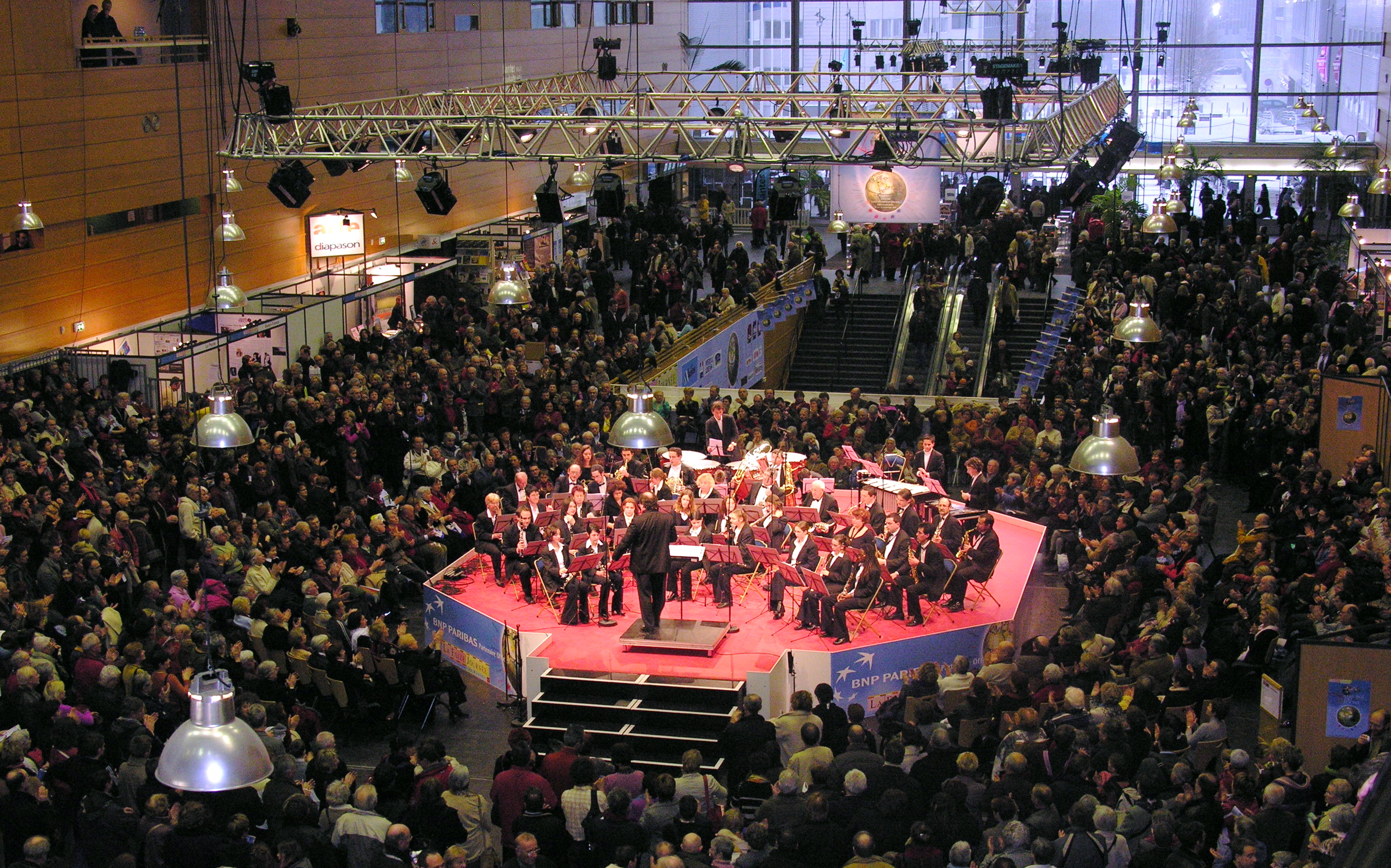
Памбёфский духовой оркестр выступает на фестивале «Безумный день» в 2007 году

Безумный день (фр. La Folle Journée, по названию пьесы Бомарше «Безумный день, или Женитьба Фигаро») — ежегодный фестиваль академической музыки, проводящийся с 1995 года в Нанте.
Фестиваль был основан французским музыкальным продюсером Рене Мартеном для пропаганды академической музыки среди широкой публики; его особенностью с самого начала были умеренные цены на билеты и короткие (длиной около 45 минут) программы — которые, однако, могут следовать одна за другой в течение всего дня. Первоначально все концерты происходили в Нантском международном конгресс-центре, располагающем восемью залами вместимостью от 80 до 1900 мест, а также тремя холлами, где тоже проходят концерты. Со временем продолжительность фестиваля выросла до пяти дней, а территория его проведения распространилась на ряд окрестных городов.
Каждый год для фестиваля «Безумный день» выбирается тема — творчество определённого композитора или группы композиторов. Первый фестиваль был посвящён Моцарту, второй — Бетховену, третий — Шуберту, четвёртый — Баху; фестиваль 2001 года проходил под девизом «Безумный день Ивана Ильича» (по названию рассказа Льва Толстого «Смерть Ивана Ильича») и был посвящён русской музыке начиная с 1850 года.
С 2005 года фестиваль параллельно проводится также в других городах и странах (Японии, Польше и России). В сентябре 2015 года под именем «Безумные дни в Екатеринбурге» фестиваль впервые прошёл в России на базе Свердловской филармонии. Рене Мартен дал согласие на расширение географии фестиваля благодаря многолетнему участию Уральского академического филармонического оркестра в программах «Безумных дней» других стран. Фестиваль в Екатеринбурге позиционируется как ежегодный.